# Klaus Teuber
Klaus Teuber (født 25. juni 1952, død 1. april 2023) var en tysk udvikler af brætspil.
Teuber vandt den prestigefyldte tyske pris Spiel des Jahres fire gange for Siedler von Catan, Barbarossa, Drunter und Drüber og Adel Verpflichtet.